# Kristina Ranudd
Solveig Kristina Ranudd (Upsália, 14 de outubro de 1962) é uma ex-ciclista sueca de ciclismo de estrada.
Ranudd competiu como representante de seu país, Suécia, na prova de estrada individual nos Jogos Olímpicos de Verão de 1984 em Los Angeles, terminando na décima quinta posição.